# Max Theodor Mayer
Max Theodor Mayer (* 10. September 1817 in München; † 22. April 1886 in Augsburg) war ein Jurist und Mitglied des Deutschen Reichstags.
Mayer war königlicher Appellationsgerichtsrat und Königlicher Oberlandesgerichtsrat in Augsburg.
Er war Mitglied der bayerischen Kammer der Abgeordneten seit 1875 für die Wahlbezirke Donauwörth und Dillingen. Von 1871 bis 1884 war er Mitglied des Deutschen Reichstags, wo er als Abgeordneter den Wahlkreis Schwaben 2 (Donauwörth) vertrat. Er war Mitglied der Fraktion des Zentrums.